# Lista episoadelor din InuYasha
Episoadele seriei animate InuYasha sunt bazate pe primele 36 de volume din seria manga omonimă creată de Rumiko Takahashi. Urmărește aventurile unui semi-demon Inuyasha și o fată de gimnaziu în clasa a noua, Kagome Higurashi, împreună cu prietenii lor, un mic demon vulpe, Shippo, un călugăr budist afemeiat, Miroku, o exterminatoare de demoni, Sango, și o pisică-demon, Kirara, în călătoria lor pentru a recupera fragmentele Giuvaierului Sacru , un giuvaier cu puteri imenense care fusese ascuns în corpul lui Kagome, și pentru a le opri din a fi folosite pentru rău, mai ales de Naraku.
Produs de Sunrise, seria s-a difuzat în Japonia pe ytv din 16 octombrie 2000 până în 13 septembrie 2004. Dublajul în limba engleză s-a difuzat în SUA pe blocul nocturn de programe difuzat pe Cartoon Network, Adult Swim din 31 august 2002 și până în 27 octombrie 2006. În România, serialul a fost doar subtitrat, iar prima difuzare s-a realizat pe postul A+, la fel ca și în Ungaria și Republica Cehă, din 4 decembrie 2004 până în 2 iulie 2007 la închiderea postului. Inițial, doar primele 52 de episoade au fost difuzate, zilnic, dar cu ocazia zilei de Crăciun în 2005 a început și difuzarea episoadelor de la 53 la 104, difuzate doar sâmbăta și duminica, cu reluările episoadelor mai vechi în timpul săptămânii. Odată cu închiderea postului A+ pe 1 iulie 2007, serialul a fost transferat imediat pe Animax, unde și-a continuat difuzarea, fără episoade noi, tot sâmbăta și duminica (ocazional, în timpul săptămânii), până pe 4 septembrie 2011, când s-a difuzat pentru ultima oară în România. De asemenea, serialul s-a difuzat în fiecare dimineață de sâmbătă și duminică și pe AXN Sci-Fi între 5 iunie și până în 27 iunie 2010, dar a fost o transmisiune incompletă, încheindu-se cu episodul 84.
O a doua serie animată de 26 de episoade, Inuyasha: The Final Act (Inuyasha: Actul Final), a avut premiera pe 23 octombrie 2009 în Japonia și este bazată pe volumele de manga neadaptate anterior.

## Lista episoadelor

### Sezonul 1 (2000 - 2001)
Generic de început:

"CHANGE THE WORLD", cântat de V6 (ep. 1 - 27)

Generic de sfârșit:

"My Will", cântat de dream (ep. 1 - 20)

"Fukai Mori", cântat de Do as Infinity (ep. 21 - 27)

| #  | # / Sezon | Titlu | Premieră Originală | Premieră, România |
| -- | --------- | --- | ------------------ | ----------------- |
| 1  | 1         | „Fata care a învins timpul și băiatul care a fost învins” „Toki o Koeta Shōjo to Fūinsareta Shōnen (時代 を越えた少女と封印された少年?)” | 16 octombrie 2000  | 4 decembrie 2004  |
| 2  | 2         | „În căutarea Giuvaierului Sacru” „Shikon no Tama o Nerau Monotachi (四魂の玉を狙う者たち?)” | 23 octombrie 2000  | decembrie 2004    |
| 3  | 3         | „În gaura de șarpe și înapoi (România) Prin Fântâna Oaselor și din nou acasă!” „Honekui no Ido kara Tadaima! (骨喰いの井戸からただいまっ！?)”                                                                                               | 30 octombrie 2000  | decembrie 2004    |
| 4  | 4         | „Părul malefic al Yurei” „Sakasagami no Yōma Yūra (逆髪の妖魔 結羅?)” | 6 noiembrie 2000   | decembrie 2004    |
| 5  | 5         | „Asasinul aristocrat, Sesshomaru” „Senritsu no Kikōshi Sesshōmaru (戦慄の貴公子 殺生丸?)” | 13 noiembrie 2000  | decembrie 2004    |
| 6  | 6         | „Tessaiga, spada fantomă” „Bukimi na Yōtō Tessaiga (不気味な妖刀 鉄砕牙?)” | 20 noiembrie 2000  | decembrie 2004    |
| 7  | 7         | „Înfruntarea supremă, Inuyasha VS. Sesshomaru” „Gekitaiketsu! Sesshōmaru tai Tessaiga! (激対決！ 殺生丸ＶＳ鉄砕牙!!?)” | 27 noiembrie 2000  | decembrie 2004    |
| 8  | 8         | „Broscoiul prinț” „Tono Yōkai Tsukumo no Gama (殿様妖怪 九十九の蝦蟇?)” | 4 decembrie 2004   | decembrie 2004    |
| 9  | 9         | „Shippo și Frații Tunet” „Shippō Tōjō! Raijū Kyōdai Manten Hiten (七宝登場！ 雷獣兄弟 飛天満天!!?)” | 10 decembrie 2000  | decembrie 2004    |
| 10 | 10        | „Confruntarea fantomei, Frații Tunet contra Tessaiga” „Yōtō Gekitotsu! Raigekijin tai Tessaiga (妖刀激突! 雷撃刃VS鉄砕牙!!?)” | 18 decembrie 2000  | decembrie 2004    |
| 11 | 11        | „Teroarea măștii străvechi” „Gendai ni Jomigaeru Noroi no Nómen (現代によみがえる呪いの能面?)” | 15 ianuarie 2001   | decembrie 2004    |
| 12 | 12        | „Un suflet zburdalnic” „Tatari Mokke to Chiisana Akuryō (タタリモッケと小さな悪霊?)” | 22 ianuarie 2001   | decembrie 2004    |
| 13 | 13        | „Misterul Lunii noi și al lui Inuyasha cel brunet” „Shingetsu no Nazo! Kurogami no InuYasha (新月の謎 黒髪の犬夜叉?)” | 27 ianuarie 2001   | decembrie 2004    |
| 14 | 14        | „Furtul rămășițelor lui Kikyo” „Nusumareta Kikyō no Reikotsu (盗まれた桔梗の霊骨?)” | 5 februarie 2001   | decembrie 2004    |
| 15 | 15        | „Kikyo revine la viață (România) Preoteasa tragică, Kikyo, învie” „Hiun no Miko Kikyō Fukkatsu (悲運の巫女 桔梗復活?)” | 12 februarie 2001  | decembrie 2004    |
| 16 | 16        | „Mâna sfântă a călugărului Miroku” „Migi Te ni Kazaana Furyō Hōshi Miroku (右手に風穴 不良法師 弥勒?)” | 19 februarie 2001  | decembrie 2004    |
| 17 | 17        | „Cerneala blestemată a pictorului iadului” „Jigoku Eshi no Kegareta Sumi (地獄絵師の汚れた墨?)” | 26 februarie 2001  | decembrie 2004    |
| 18 | 18        | „Naraku și Sesshomaru în acțiune” „Te o Kunda Naraku to Sesshōmaru (手を組んだ奈落と殺生丸?)” | 5 martie 2001      | decembrie 2004    |
| 19 | 19        | „Întoarce-te în vremea ta, Kagome!” „Kaere, Kagome! Omae no Jidai ni (帰れ、かごめ！ お前の時代に?)” | 12 martie 2001     | decembrie 2004    |
| 20 | 20        | „Ticălosul demn de dispreț; Misterul lui Onigumo” „Asamashiki Yatō, Onigumo no Nazo (あさましき野盗 鬼蜘蛛の謎?)” | 19 martie 2001     | decembrie 2004    |
| 21 | 21        | „Naraku demascat; Misterul de acum 50 de ani (România) Adevărul din spatele lui Naraku și sufletul rătăcitor al lui Kikyo (prima parte)” „Naraku no Shinjitsu ni Semaru Kikyō no Tamashii (Zenpen) (奈落の真実に迫る桔梗の魂 前編?)”        | 9 aprilie 2001     | 3 ianuarie 2005   |
| 22 | 22        | „Un zâmbet malefic; Sufletul rătăcitor al lui Kikyo (România) Adevărul din spatele lui Naraku și sufletul rătăcitor al lui Kikyo (a doua parte)” „Naraku no Shinjitsu ni Semaru Kikyō no Tamashii (Kōhen) (奈落の真実に迫る桔梗の魂 後編?)” | 9 aprilie 2001     | 4 ianuarie 2005   |
| 23 | 23        | „Vocea lui Kagome și sărutul lui Kikyo” „Kagome no Koe to Kikyō no Kuchizuke (骨喰いの井戸からただいまっ！?)” | 16 aprilie 2001    | 5 ianuarie 2005   |
| 24 | 24        | „Sango, exterminatorul demonilor” „Yōkaitaijiya, Sango Tōjō! (妖怪退治屋 珊瑚登場！?)” | 23 aprilie 2001    | 6 ianuarie 2005   |
| 25 | 25        | „Complotul lui Naraku (România) Complotul mârșav al lui Naraku!” „Naraku no Bōryaku o Uchi Yabure! (奈落の謀略をうち破れ！?)” | 7 mai 2001         | 7 ianuarie 2005   |
| 26 | 26        | „Dezvăluirea secretului Giuvaierului Sacru” „Tsui ni Akasareta Shikon no Himitsu (ついに明かされた四魂の秘密?)” | 14 mai 2001        | 10 ianuarie 2005  |
| 27 | 27        | „Lacul zeului de apă” „Suijin ga Shihaisuru Yami no Mizūmi (水神が支配する闇の湖?)” | 21 mai 2001        | 11 ianuarie 2005  |

### Sezonul 2 (2001)
Generic de început:

"CHANGE THE WORLD", cântat de V6 (ep. 28 - 34)

"I am", cântat de hitomi (ep. 35 - 54)

Generic de sfârșit:

"Fukai Mori", cântat de Do as Infinity (ep. 28 - 42)

"Dearest", cântat de Ayumi Hamasaki (ep. 43 - 54)

| #  | # / Sezon | Titlu | Premieră Originală | Premieră, România |
| -- | --------- | --- | ------------------ | ----------------- |
| 28 | 1         | „Miroku cade într-o capcană” „Kakokuna Wana ni Kakatta Miroku (過酷な罠にかかった弥勒?)”                                                          | 28 mai 2001        | 12 ianuarie 2005  |
| 29 | 2         | „Suferința lui Sango și viața lui Kohaku” „Sango no Kunō to Kohaku no Inochi (珊瑚の苦悩と琥珀の命?)”                                             | 4 iunie 2001       | 13 ianuarie 2005  |
| 30 | 3         | „Sabbia Tessaiga e furată; O confruntare la castelul lui Naraku” „Nusumareta Tessaiga Taiketsu Naraku no Shiro! (盗まれた鉄砕牙 対決 奈落の城!?)” | 11 iunie 2001      | 14 ianuarie 2005  |
| 31 | 4         | „Jinenji, bun sau rău” „Kokoroyasashiki Aishū no Jinenji (心優しき哀愁の地念児?)”                                                                 | 18 iunie 2001      | 17 ianuarie 2005  |
| 32 | 5         | „Kikyo și Inuyasha, prinși în miasmă” „Jaki ni Ochita Kikyō to Inuyasha (邪気に落ちた桔梗と犬夜叉?)”                                              | 25 iunie 2001      | 18 ianuarie 2005  |
| 33 | 6         | „Kikyo, capturată de Naraku” „Torawareta Kikyō to Naraku (囚われた桔梗と奈落?)”                                                                   | 2 iulie 2001       | 19 ianuarie 2005  |
| 34 | 7         | „Tessaiga și Tenseiga” „Tenseiga to Tessaiga (天生牙と鉄砕牙?)”                                                                                   | 11 iulie 2001      | 20 ianuarie 2005  |
| 35 | 8         | „Adevăratul stăpân al sabiei” „Meitō ga Erabu Shin no Tsukai Te (名刀が選ぶ真の使い手?)”                                                          | 16 iulie 2001      | 21 ianuarie 2005  |
| 36 | 9         | „Kagome răpită de demonul-lup, Koga” „Kagome Ryakudatsu! Chōsoku no Yōrō Kōga! (かごめ略奪! 超速の妖狼 鋼牙?)”                                    | 23 iulie 2001      | 24 ianuarie 2005  |
| 37 | 10        | „Bărbatul care s-a îndrăgostit de Kagome” „Kagome ni Horeta Aitsu (かごめに惚れたあいつ?)”                                                        | 30 iulie 2001      | 25 ianuarie 2005  |
| 38 | 11        | „Absența înflăcărează marile pasiuni” „Hanarete Kayou Futari no Kimochi (はなれて通うふたりの気持ち?)”                                            | 6 august 2001      | 26 ianuarie 2005  |
| 39 | 12        | „Înscenarea unei lupte pe viață și pe moarte” „Shikumareta Shitō (仕組まれた死闘?)”                                                               | 13 august 2001     | 27 ianuarie 2005  |
| 40 | 13        | „Capcana mortală a vrăjitoarei vântului, Kagura” „Kazetsukai Kagura no Yōennaru Wana (風使い神楽の妖艶なる罠?)”                                   | 20 august 2001     | 28 ianuarie 2005  |
| 41 | 14        | „Dansul lui Kagura și oglinda lui Kanna” „Kagura no Mai to Kanna no Kagami (神楽の舞と神無の鏡?)”                                                 | 27 august 2001     | 31 ianuarie 2005  |
| 42 | 15        | „Cicatricea Vântului dă greș” „Yaburareta Kaze no Kizu (破られた風の傷?)”                                                                         | 3 septembrie 2001  | 1 februarie 2005  |
| 43 | 16        | „Sabia Tessaiga s-a rupt!” „Tsui ni Oreta Tessaiga! (ついに折れた鉄砕牙!?)”                                                                       | 10 septembrie 2001 | 2 februarie 2005  |
| 44 | 17        | „Sabia malefică a lui Kaijinbo” „Kaijinbō no Jaaku na Tsurugi (灰刃坊の邪悪な剣?)”                                                                | 17 septembrie 2001 | 3 februarie 2005  |
| 45 | 18        | „Sesshomaru mânuiește sabia Tokijin” „Sesshōmaru, Tōkijin o Furū (殺生丸、闘鬼神を振るう?)”                                                       | 8 octombrie 2001   | 4 februarie 2005  |
| 46 | 19        | „Juromaru și Kageromaru” „Jūrōmaru to Kagerōmaru (獣郎丸と影郎丸?)”                                                                               | 15 octombrie 2001  | 5 februarie 2005  |
| 47 | 20        | „Inima lui Onigumo bate în pieptul lui Naraku” „Naraku ni Nokoru Onigumo no Kokoro (奈落に残る鬼蜘蛛の心?)”                                       | 22 octombrie 2001  | 8 februarie 2005  |
| 48 | 21        | „Locul unde ne-am cunoscut (România) Înapoi la locul unde ne-am cunoscut!” „Deatta Basho ni Kaeritai! (出会った場所に帰りたい!?)”                 | 25 octombrie 2001  | 9 februarie 2005  |
| 49 | 22        | „Kohaku și-a pierdut memoria” „Ushinawareta Kohaku no Kioku (失われた琥珀の記憶?)”                                                                | 5 noiembrie 2001   | 10 februarie 2005 |
| 50 | 23        | „Chipul de neuitat (România) Chipul pe care inima nu poate să-l uite” „Ano Kao ga Kokoro kara Kienai (あの顔が心から消えない?)”                   | 12 noiembrie 2001  | 14 februarie 2005 |
| 51 | 24        | „Sufletul lui Inuyasha este devorat” „Kokoro o Kuwareta Inuyasha (心を喰われた犬夜叉?)”                                                           | 19 noiembrie 2001  | 15 februarie 2005 |
| 52 | 25        | „Adevărata natură a demonului” „Tomerarenai! Yōkai no Honshou (止められない! 妖怪の本性?)”                                                        | 26 noiembrie 2001  | 16 februarie 2005 |
| 53 | 26        | „Vechiul dușman al tatălui: Ryukotsusei” „Chichi no Shukuteki - Ryūkotsusei (父の宿敵 竜骨精?)”                                                   | 3 decembrie 2001   | 24 decembrie 2005 |
| 54 | 27        | „Tehnica supremă a lui Tetsusaiga: Valul Năucitor” „Tetsusaiga no Ougi - Bakuryūha (鉄砕牙の奥義 爆流破?)”                                        | 10 decembrie 2001  | 25 decembrie 2005 |

### Sezonul 3 (2001 - 2002)
Generic de început:

"I am", cântat de hitomi (ep. 55 - 64)

"Owarinai Yume", cântat de Nanase Aikawa (ep. 65 - 82)

Generic de sfârșit:

"Dearest", cântat de Ayumi Hamasaki (ep. 55 - 60)

"Every Heart - Minna no Kimochi -" (Every Heart -ミンナノキモチ-?), cântat de BoA (ep. 61 - 82)

| #  | # / Sezon | Titlu | Premieră Originală | Premieră, România |
| -- | --------- | --- | ------------------ | ----------------- |
| 55 | 1         | „Piatra de mină și prima dragoste al lui Shippo (România) Floarea de piatră și prima dragoste a lui Shippo” „Ishi no Hana to Shippō no Hatsukoi (石の花と七宝の初恋?)” | 17 decembrie 2001  | 31 decembrie 2005 |
| 56 | 2         | „Ispita din ceață” „Kiri no Oku ni Bijo no Yūwaku (霧の奥に美女の誘惑?)”                                                                                               | 14 ianuarie 2002   | 1 ianuarie 2006   |
| 57 | 3         | „Noapte fatală în Shangri-la; partea I (România) Noapte fatală în Togenkyo, partea I” „Subete wa Tōgenkyō no Yoru ni (Zenpen) (すべては桃源郷の夜に 前編?)”            | 21 ianuarie 2002   | 7 ianuarie 2006   |
| 58 | 4         | „Noapte fatală în Shangri-la; partea a II-a (România) Noapte fatală în Togenkyo, partea a II-a” „Subete wa Tōgenkyō no Yoru ni (Kōhen) (すべては桃源郷の夜に 後編?)”   | 28 ianuarie 2002   | 8 ianuarie 2006   |
| 59 | 5         | „Ucenicele frumoasei surori” „Bishōjo Shimai no Deshiiri Shigan (美少女姉妹の弟子入り志願?)”                                                                           | 4 februarie 2002   | 14 ianuarie 2006  |
| 60 | 6         | „Blestemul de 50 de ani al preotesei întunericului” „Kuro Miko Gojūnen no Noroi (黒巫女 五十年の呪い?)”                                                                | 11 februarie 2002  | 15 ianuarie 2006  |
| 61 | 7         | „Kikyo și preoteasa întunericului” „Arawareta Kikyō Shikigami Tsukai (現れた桔梗と式神使い?)”                                                                          | 18 februarie 2002  | 21 ianuarie 2006  |
| 62 | 8         | „Necruțătorul blestem al lui Tsubaki” „Sokoshirene Tsubaki no Jubaku (石の花と七宝の初恋?)”                                                                            | 4 martie 2002      | 22 ianuarie 2006  |
| 63 | 9         | „Preoteasa roșie și preoteasa albă” „Ikute o Habamu Kōhaku Miko (行く手を阻む紅白巫女?)”                                                                               | 11 martie 2002     | 28 ianuarie 2006  |
| 64 | 10        | „Pagoda interzisă și demonul uriaș” „Tahōtō no Kyodai na Oni (多宝塔の巨大な鬼?)”                                                                                      | 18 martie 2002     | 29 ianuarie 2006  |
| 65 | 11        | „Adio, tinerețea mea” „Saraba Seishun no Hibi (さらば青春の日々?)” | 8 aprilie 2002     | 4 februarie 2006  |
| 66 | 12        | „Bariera lui Naraku și decizia lui Kagura” „Naraku no Kekkai Kagura no Kesshin (奈落の結界 神楽の決心?)”                                                               | 15 aprilie 2002    | 5 februarie 2006  |
| 67 | 13        | „Înfiorătorul vânt al trădării” „Fukiareru Uragiri no Kaze (吹き荒れる裏切りの風?)”                                                                                    | 22 aprilie 2002    | 11 februarie 2006 |
| 68 | 14        | „Provocarea lui Shippo” „Shippō e Ikari no Chosenjō (七宝へ怒りの挑戦状?)”                                                                                             | 6 mai 2002         | 12 februarie 2006 |
| 69 | 15        | „Teroarea omului fără chip” „Kao no Nai Otoko no Kyōfu (顔のない男の恐怖?)”                                                                                            | 13 mai 2002        | 18 februarie 2006 |
| 70 | 16        | „Memoria lui Onigumo” „Yomigaetta Onigumo no Kioku (よみがえった鬼蜘蛛の記憶?)”                                                                                        | 20 mai 2002        | 19 februarie 2006 |
| 71 | 17        | „Tripla bătălie a morții” „Mitsudomoe no Shitō no Hate (三つ巴の死闘の果て?)”                                                                                          | 27 mai 2002        | 25 februarie 2006 |
| 72 | 18        | „Antrenamentul sever al lui Totosai” „Tōtōsai no Kimyō na Shiren (刀々斎の珍妙な試練?)”                                                                                | 3 iunie 2002       | 26 februarie 2006 |
| 73 | 19        | „Familia lui Shiori și sentimentele lui Inuyasha” „Shiori Ayako to Aitsu no Kimochi (紫織母子とアイツの気持ち?)”                                                       | 10 iunie 2002      | 4 martie 2006     |
| 74 | 20        | „Tetsuiaga roșie sparge scutul” „Kekkai Yaburu Akai Tessaiga (結界破る赤い鉄砕牙?)”                                                                                    | 17 iunie 2002      | 5 martie 2006     |
| 75 | 21        | „Complotul panterelor-generali” „Hyōneko Shitennō no Inobu (豹猫四天王の陰謀?)”                                                                                        | 24 iunie 2002      | 11 martie 2006    |
| 76 | 22        | „Ținte: Sesshomaru și Inuyasha” „Tāgetto wa Sesshōmaru to InuYasha (標的は殺生丸と犬夜叉!?)”                                                                           | 1 iulie 2002       | 12 martie 2006    |
| 77 | 23        | „Tribul panterei și cele două săbii ale colțului” „Hyōnekozoku to Futatsu no Kiba no Ken (豹猫族とふたつの牙の剣?)”                                                    | 8 iulie 2002       | 18 martie 2006    |
| 78 | 24        | „Doar tu, Sango” „Sango Mezashite, Onrī Yū (珊瑚目指してオンリーユー?)”                                                                                                | 15 iulie 2002      | 19 martie 2006    |
| 79 | 25        | „Planul lui Jaken de a fura Tetsusaiga” „Jaken no Tessaiga bun Torisakusen (邪見の鉄砕牙ブン取り作戦?)”                                                                | 22 iulie 2002      | 25 martie 2006    |
| 80 | 26        | „Sesshomaru și răpirea lui Rin” „Sesshōmaru to Sarawareta Rin (殺生丸とさらわれたりん?)”                                                                               | 29 iulie 2002      | 26 martie 2006    |
| 81 | 27        | „Naraku dispare” „Tachikireru Naraku no Yukue (断ち切れる奈落の行方?)”                                                                                                 | 5 august 2002      | 1 aprilie 2006    |
| 82 | 28        | „Prăpastia dintre veacuri” „Gendai to Sengoku no Hazama (現代と戦国のはざま?)”                                                                                         | 12 august 2002     | 2 aprilie 2006    |

### Sezonul 4 (2002 - 2003)
Generic de început:
"Owarinai Yume" (終わりない夢?), cântat de Nanase Aikawa (ep. 83 - 95)
"Grip!", cântat de Every Little Thing (ep. 96 - 110)
Generic de sfârșit
"Every Heart - Minna no Kimochi -" (Every Heart -ミンナノキモチ-?), cântat de BoA (ep. 83 - 85)
"Shinjitsu no Uta" (真実の詩?), cântat de Do As Infinity (ep. 86 - 108)
"Itazura na KISS" (イタズラなKISS?), cântat de day after tomorrow (ep. 109 - 110)
| #   | # / Sezon | Titlu | Premieră Originală | Premieră, România |
| --- | --------- | --- | ------------------ | ----------------- |
| 83  | 1         | „Promisiune făcută” „Onna Yōrōzoku to Gekkō no Yakusoku (女妖狼族と月虹の約束?)”                                                             | 19 august 2002     | 8 aprilie 2006    |
| 84  | 2         | „Viitoarea mireasă a lui Koga” „Chōsoku no Hanayome Kōho (超速の花嫁候補?)”                                                                  | 26 august 2002     | 9 aprilie 2006    |
| 85  | 3         | „Castelul capului de demon” „Jaki ga Michiru Oni no Kubi Jō (邪気が満ちる鬼の首城?)”                                                         | 2 septembrie 2002  | 15 aprilie 2006   |
| 86  | 4         | „Secretul prințesei posedate” „Yorishiro no Hime no Himitsu (依り代の姫の秘密?)”                                                             | 9 septembrie 2002  | 16 aprilie 2006   |
| 87  | 5         | „Călătoria individuală a lui Kikyo” „Meguru Kikyō no Kodoku na Tabiji (めぐる桔梗の孤独な旅路?)”                                             | 16 septembrie 2002 | 22 aprilie 2006   |
| 88  | 6         | „Cei trei spiriduși al zeului maimuță” „Sarugamisama no San Seirei (猿神さまの三精霊?)”                                                      | 14 octombrie 2002  | 23 aprilie 2006   |
| 89  | 7         | „Bătălia pentru îngrijire a pretendenților rivali” „Aitsu to Kare Omimai Taiketsu (アイツと彼のお見舞い対決?)”                               | 21 octombrie 2002  | 29 aprilie 2006   |
| 90  | 7         | „Îndrăzneața declarație de dragoste a lui Sota” „Omoikitta Sōta no Kokuhaku (思いきった草太の告白?)”                                         | 28 octombrie 2002  | 30 aprilie 2006   |
| 91  | 8         | „Vraciul și Kirara neagră” „Ayashii Kitōshi to Kuroi Kirara (怪しい祈祷師と黒い雲母?)”                                                       | 4 noiembrie 2002   | 6 mai 2006        |
| 92  | 9         | „Morții vii” „Fukkatsu Shita Monotachi no Yabō (復活した者たちの野望?)”                                                                      | 18 noiembrie 2002  | 7 mai 2006        |
| 93  | 10        | „Călugărul misterios” „Shutsubotsu Suru Nazo no Sukebe Hōshi (出没する謎の助平法師?)”                                                        | 25 noiembrie 2002  | 13 mai 2006       |
| 94  | 11        | „Copia giuvaierului sacru; partea I” „Shikon no Tama o Tsukuru Mono (Zenpen) (四魂の玉を造る者 前編?)”                                       | 2 decembrie 2002   | 14 mai 2006       |
| 95  | 12        | „Copia giuvaierului sacru; partea II-a” „Shikon no Tama o Tsukuru Mono (Kōhen) (四魂の玉を造る者 後編?)”                                     | 9 decembrie 2002   | 20 mai 2006       |
| 96  | 13        | „Jaken se îmbolnăvește” „Byōki ni Natta Ano Jaken (病気になったあの邪見?)”                                                                   | 13 ianuarie 2003   | 21 mai 2006       |
| 97  | 14        | „Kirara, întoarce-te acasă!” „Kaette Konai Kirara) (帰ってこない雲母?)”                                                                      | 20 ianuarie 2003   | 27 mai 2006       |
| 98  | 15        | „Kikyo și Kagome în peșteră” „Dōkutsu ni wa Kikyō to Kagome no Futari Dake (洞窟には桔梗とかごめの二人だけ?)”                                | 27 ianuarie 2003   | 28 mai 2006       |
| 99  | 16        | „Koga și Sesshomaru, o întâlnire periculoasă” „Sesshōmaru to Kōga Kiken Sōgū (鋼牙と殺生丸 危険な遭遇?)”                                     | 3 februarie 2003   | 3 iunie 2006      |
| 100 | 17        | „Adevărul din spatele coșmarului: bătălia din pădurea tristeții” „Akumu no Shinjitsu Nageki no Muri no Tatakai (悪夢の真実 嘆きの森の戦い?)” | 10 februarie 2003  | 4 iunie 2006      |
| 101 | 18        | „Zăpada de acum șapte ani” „Are Kara Shichinen Me no Nagori Yuki (あれから七年目のなごり雪?)”                                                | 17 februarie 2003  | 10 iunie 2006     |
| 102 | 19        | „Asaltul tribului demon-lup!” „Bōrei ni Ozowareta Yōrōzoku (亡霊に襲われた妖狼族?)”                                                          | 24 februarie 2003  | 11 iunie 2006     |
| 103 | 20        | „Banda celor șapte” „Yomigaetta Shichinintai (よみがえった七人隊?)”                                                                          | 3 martie 2003      | 17 iunie 2006     |
| 104 | 21        | „Vicleanul maestru al otrăvurilor: Mukotsu” „Shinobiyoru Doku Tsukai Mukotsu (しのびよる毒使い 霧骨?)”                                       | 10 martie 2003     | 18 iunie 2006     |
| 105 | 22        | „Înspăimântătoarea mașină de oțel” „Bukimi na Hagane no Jūsōbi (不気味な鋼の重装備?)”                                                        | 17 martie 2003     | -                 |
| 106 | 23        | „Kagome, Miroku și Sango: situație disperată!” „Kagome, Miroku, Sango, Zettai Zetsumei (かごめ、弥勒、珊瑚、絶体絶命?)”                      | 14 aprilie 2003    | -                 |
| 107 | 24        | „Inuyasha își arată lacrimile pentru prima dată” „Hajimete Miseru Inuyasha no Namida (初めてみせる犬夜叉の涙?)”                              | 21 aprilie 2003    | -                 |
| 108 | 25        | „Secretul luminii pure” „Kegarenaki Hikari no Himitsu (けがれなき光の秘密?)”                                                                 | 28 aprilie 2003    | -                 |
| 109 | 26        | „Ascuns în ceață: spre Muntele Hakurei!” „Kiri ni Kakureta Hakureizan e Mukae (霧に隠れた白霊山へ向かえ?)”                                   | 5 mai 2003         | -                 |
| 110 | 27        | „Apare Bankotsu, liderul Bandei celor șapte” „Shichinintai no Shuryō Bankotsu Tōjō (七人隊の首領 蛮骨登場?)”                                 | 12 mai 2003        | -                 |

### Sezonul 5 (2003 - 2004)
Generic de început:
"Grip!", cântat de Every Little Thing (ep. 111 - 127)
"One Day, One Dream", cântat de Tackey & Tsubasa (ep. 128 - 138)
Generic de sfârșit
"Itazura na KISS" (イタズラなKISS?), cântat de day after tomorrow (ep. 111 - 127)
"Come", cântat de Namie Arumo (ep. 128 - 138)
| #       | # / Sezon | Titlu | Premieră Originală | Premieră, România |
| ------- | --------- | --- | ------------------ | ----------------- |
| 111     | 1         | „Marea luptă: Banryu vs. Cicatricea Vântului” „Gekitotsu! Banryū vs Kaze no Kizu! (激突! 蛮竜VS風の傷!?)”                          | 19 mai 2003        | -                 |
| 112     | 2         | „Plutind pe suprafața lacului: Bariera Insulei Hijiri” „Komen ni Ukabu Hijiri Jima Kekkai (湖面に浮かぶ聖島の結界?)”               | 26 iunie 2003      | -                 |
| 113     | 3         | „Vajra sacră și misterul lui Buddha viu” „Seinaru Dokko to Sokushinbutsu no Nazo (聖なる独鈷と即身仏の謎?)”                        | 2 iunie 2003       | -                 |
| 114     | 4         | „Lupta solitară a lui Koga” „Kōga no Kokō Naru Tatakai (鋼牙の孤高なる戦い?)”                                                      | 9 iunie 2003       | -                 |
| 115     | 5         | „Ademenit de lumina neagră” „Suikomareru Kuroi Hikari (吸い込まれる黒い光?)”                                                       | 16 iunie 2003      | -                 |
| 116     | 6         | „Descoperirea feței adevărului” „Sarakedasareta Shinjitsu no Kao (さらけだされた真実の顔?)”                                        | 23 iunie 2003      | -                 |
| 117     | 7         | „Dispărut într-un râu de flăcări” „Honō no Kawa ni Kieta Aitsu (炎の川に消えたアイツ?)”                                            | 30 iunie 2003      | -                 |
| 118     | 8         | „În adâncurile Muntelui Hakurei” „Hakureizan no Oku no Oku (白霊山の奥の奥?)”                                                      | 7 iulie 2003       | -                 |
| 119     | 9         | „Ranchiuna divină a sfântului” „Kōgōshii Akui no Seija (神々しい悪意の聖者?)”                                                      | 14 iulie 2003      | -                 |
| 120     | 10        | „Rămas-bun: Recviemul lui Jakotsu” „Sayonara Jakotsu no Chinkonka (さよなら蛇骨の鎮魂歌?)”                                         | 28 iulie 2003      | -                 |
| 121     | 11        | „Lupta finală: ultimul și cel mai puternic din Banda celor șapte” „Kessen! Saikyō Saigo no Shichinintai (決戦! 最強最後の七人隊?)” | 4 august 2003      | -                 |
| 122     | 12        | „Puterea lui Banryu: duel până la moarte pe Muntele Hakurei” „Kyōretsu Banryū Hakureizan no Shitō (強烈蛮竜 白霊山の死闘?)”        | 11 august 2003     | -                 |
| 123     | 13        | „Dincolo de întuneric: renașterea lui Naraku” „Kurayami no Saki ni Shinsei Naraku (暗闇の先に新生奈落?)”                           | 18 august 2003     | -                 |
| 124     | 14        | „Rămas-bun Kikyo, iubita mea” „Saraba Itoshiki Kikyō yo (さらば愛しき桔梗よ?)”                                                     | 25 august 2003     | -                 |
| 125     | 15        | „Întunericul din inima lui Kagome” „Kagome no Kokoro no Yami (かごめの心の闇?)”                                                    | 1 septembrie 2003  | -                 |
| 126     | 16        | „Transformă suferința în curaj!” „Kokoro no Itami o Yūki ni Kaero (心の痛みを勇気にかえろ?)”                                       | 8 septembrie 2003  | -                 |
| 127     | 17        | „Nu-l fierbe! Înspăimântătorul demon uscat” „Nichadame! Kyōfu no Himono Yōkai (煮ちゃダメ! 恐怖の干物妖怪?)”                       | 15 septembrie 2003 | -                 |
| 128     | 18        | „Lupta cu demonii uscați la festivalul cultural” „Himono Yōkai to Gekitō Bunkasai (干物妖怪と激闘文化祭?)”                         | 13 octombrie 2003  | -                 |
| 129     | 19        | „Chokyukai și mireasa răpită” „Chokyukai to Ryakudatsusareta Hanayome (猪九戒と略奪された花嫁?)”                                   | 20 octombrie 2003  | -                 |
| 130     | 20        | „Noua tehnică a lui Shippo: Cicatricea Inimii” „Hoero Shippō Ōgi Kokoro no Kizu (吠えろ七宝奥義 心の傷!?)”                         | 27 octombrie 2003  | -                 |
| 131     | 21        | „Capcana picturii agățate de perete” „Kannon Kakejiku Noroi no Wana (観音掛け軸 呪いの罠?)”                                        | 3 noiembrie 2003   | -                 |
| 132     | 22        | „Declarația periculoasă a lui Miroki” „Miroku Hōshi no Mottomo Kiken na Kokuhaku (弥勒法師の最も危険な告白?)”                      | 10 noiembrie 2003  | -                 |
| 113-134 | 23-24     | „Femeia care l-a iubit pe Sesshomaru” „InuYasha Supesharu Sesshōmaru o Aishita Onna (犬夜叉スペシャル 殺生丸を愛した女?)”          | 24 noiembrie 2003  | -                 |
| 135     | 25        | „Ultimul banchet al maestrului lui Miroku” „Miroku no Shishō Saigo no Utage (弥勒の師匠最後の宴?)”                                 | 1 decembrie 2003   | -                 |
| 136     | 26        | „Apariția straniului demon invizibil” „Kaikitōmei Yōkai Arawaru Arawaru! (怪奇透明妖怪現る現る!?)”                                 | 8 decembrie 2003   | -                 |
| 137     | 27        | „Un strămoș numit Kagome” „Gosenzo-sama no Namae wa Kagome (ご先祖の名はかごめ?)”                                                  | 12 ianuarie 2004   | -                 |
| 138     | 28        | „Muntele demonilor: supraviețuirea celor doi” „Yōkai Sanga Futari no Sabaibaru (妖怪山河ふたりのサバイバル?)”                      | 19 ianuarie 2004   | -                 |

### Sezonul 6 (2004)
Generic de început:
"One Day, One Dream", cântat de Tackey & Tsubasa (ep. 139 - 153)
"ANGELUS" (ANGELUS - アンジェラス -?), cântat de day Hitomi Shimatani (ep. 154 - 167)
Generic de sfârșit
"Come", cântat de Namie Arumo (ep. 139 - 146)
"CHANGE THE WORLD", cântat de V6 (ep. 148)
"Brand-New World", cântat de V6 (ep. 149 - 165)
"My Will", cântat de dream (ep. 167)
| #       | # / Sezon | Titlu | Premieră Originală | Premieră, România |
| ------- | --------- | --- | ------------------ | ----------------- |
| 139     | 1         | „Marele duel de la cascada Shouun” „Shōun no Taki no Dai Kettō (昇雲の滝の大決闘?)”                                                 | 26 ianuarie 2004   | -                 |
| 140     | 2         | „Iubire eternă: Naginata de Kenkon” „Eien no Omoi Kenkon no Naginata (永遠の思い 乾坤の薙刀?)”                                      | 2 februarie 2004   | -                 |
| 141     | 3         | „Entei, calul demon dezlănțuit” „Tokihanatareta Yōba Entei (解き放たれた妖馬炎蹄?)”                                                 | 9 februarie 2004   | -                 |
| 142     | 4         | „Neîmblânzitul Entei și oribilul Hakudoshi” „Bōsō Entei to Senritsu no Hakudōshi (暴走炎蹄と戦慄の白童子?)”                         | 16 februarie 2004  | -                 |
| 143     | 5         | „Trei mii de leghe în căutarea tatălui” „Chichi o Tazunete San Senri (父を訪ねて三千里?)”                                           | 23 februarie 2004  | -                 |
| 144     | 6         | „Hosenki și ultimul fragment de giuvaier” „Hōsenki to Saigo no Kakera (宝仙鬼と最後のかけら?)”                                      | 1 martie 2004      | -                 |
| 145     | 7         | „Gardieni bizari la poarta spre viața de apoi” „Ano Yo to no Sakai ni Iyō na Monban (あの世との境に異様な門番?)”                    | 8 martie 2004      | -                 |
| 146     | 8         | „Maestra păsărilor de foc, prințesa Abi” „Kishōarai Toritsukai Abi-Hime (気性荒い鳥使い 阿毘姫?)”                                   | 15 martie 2004     | -                 |
| 147-148 | 9-10      | „Tragicul cântec de dragoste al destinului” „Meguriau Mae no Sadame no Koi Uta (めぐり逢う前の運命恋歌?)”                           | 19 aprilie 2004    | -                 |
| 149     | 11        | „Singuratica săgeată a haosului” „Haran o Yobu Ippon no Ya (波乱を呼ぶ一本の矢?)”                                                   | 26 aprilie 2004    | -                 |
| 150     | 12        | „Misterioasa lumină care îl ghidează pe sfânt” „Seija o Michibiku Fushigi na Hikari (聖者を導く不思議な光?)”                        | 3 mai 2004         | -                 |
| 151     | 13        | „Alegerea instinctivă a lui Kagome” „Kagome Honnō no Sentaku (かごめ 本能の選択?)”                                                  | 10 mai 2004        | -                 |
| 152     | 14        | „Protejează și prădează!” „Mamore Soshite Ubaitore! (守れそして奪い取れ!?)”                                                         | 17 mai 2004        | -                 |
| 153     | 15        | „Cruda reuniune a sorții” „Ummei wa Zankoku na Saikai (運命は残酷な再会?)”                                                          | 24 mai 2004        | -                 |
| 154     | 16        | „Demonul legat de lumea de dincolo” „Ano Yo to Tsunagaru Yōkai (あの世とつながる妖怪?)”                                             | 31 mai 2004        | -                 |
| 155     | 17        | „Demonul care proteja bucata de giuvaier” „Shikon no Kakera o Mamoru Oni (四魂のかけらを守る鬼?)”                                   | 7 iunie 2004       | -                 |
| 156     | 18        | „Lupta finală de la cimitir: Sesshomaru vs Inuyasha” „Bozen Kessen! Sesshōmaru vs InuYasha (墓前決戦! 殺生丸VS犬夜叉?)”             | 14 iunie 2004      | -                 |
| 157     | 19        | „Distruge-l pe Naraku cu Barajul Adamant!” „Naraku o Tsuranuke Kongōsōha (奈落を貫け金剛槍破?)”                                     | 21 iunie 2004      | -                 |
| 158     | 20        | „Invazia nenumăraților demoni șobolani” „Daibōsō Musū no Yōkai Nezumi (大暴走無数の妖怪ネズミ?)”                                    | 5 iulie 2004       | -                 |
| 159     | 21        | „Decizia lui Kohaku și inima lui Sango” „Kohaku no Ketsui to Sango no Kokoro (琥珀の決意と珊瑚の心?)”                               | 12 iulie 2004      | -                 |
| 160     | 22        | „Băiatul violent care a găsit fericirea” „Shiawase o Yobu Futamata Bōryoku Otoko (幸せを呼ぶフタマタ暴力男?)”                       | 26 iulie 2004      | -                 |
| 161     | 23        | „Greșeala din trecutul lui Miroku” „Miroku-hōshi Mukashi no Ayamachi (弥勒法師昔のあやまち?)”                                       | 2 august 2004      | -                 |
| 162     | 24        | „Pe veci cu Lordul Sesshomaru” „Sesshōmaru-sama to Eien ni Issho" (殺生丸様と永遠に一緒?)”                                          | 9 august 2004      | -                 |
| 163     | 25        | „Kohaku, Sango și Kirara: Grădina secretă de flori” „Kohaku Sango Kirara: Himitsu no Hanazono (琥珀珊瑚雲母 秘密の花園?)”           | 23 august 2004     | -                 |
| 164     | 26        | „Posedat de un parazait: Shippo, cel mai rău inamic al nostru” „Saikyō no Teki, Yadori Sanagi Shippō (最強の敵 宿り蛹七宝?)”        | 30 august 2004     | -                 |
| 165     | 27        | „Marele indiciu spre învingerea lui Naraku” „Naraku o Taosu Saidai no Tegakari (奈落を倒す最大の手がかり?)”                         | 6 septembrie 2004  | -                 |
| 166-167 | 28-29     | „Legătura dintre ei, folosește bucata de giuvaier!” „Futari no Kizuna - Shikon no Kakera o Tsukae! (二人の絆 四魂のかけらを使え!?)” | 13 septembrie 2004 | -                 |

### Sezonul 7: Actul Final (2009 - 2010)
Generic de început:

"Kimi ga Inai Mirai" (君がいない未来?), cântat de Do As Infinity (ep. 1 - 25)

Generic de sfârșit:

"With you", cântat de AAA (ep. 1 - 9)

"Diamond", cântat de alan (ep. 10 - 17)

"Tooi Michi no Saki de" (遠い道の先で?), cântat de Ai Takekawa (ep. 18 - 26)
| #   | # / Sezon | Titlu                                                                                                   | Premieră Originală | Premieră, România |
| --- | --------- | --- | ------------------ | ----------------- |
| 168 | 1         | „Inima lui Naraku” „Naraku no Shinzō (奈落の心臓?)”                                                     | 3 octombrie 2009   | -                 |
| 169 | 2         | „Vântul lui Kagura” „Kagura no Kaze (神楽の風?)”                                                        | 10 octombrie 2009  | -                 |
| 170 | 3         | „Meido Zangetsuha” „Meidō Zangetsuha (冥道残月破?)”                                                     | 17 octombrie 2009  | -                 |
| 171 | 4         | „Tetsusaiga cu solzi de dragon” „Naraku no Shinzō (奈落の心臓?)”                                        | 24 octombrie 2009  | -                 |
| 172 | 5         | „Testul Marelui Demon Spirit” „Yōrei Taisei no Shiren (妖霊大聖の試練?)”                                | 31 octombrie 2009  | -                 |
| 173 | 6         | „Sfârșitul lui Moryomaru” „Mōryōmaru no Saigo (魍魎丸の最期?)”                                          | 7 noiembrie 2009   | -                 |
| 174 | 7         | „Mausoleul de pe Muntele Azusa” „Azusayama no Reibyō (梓山の霊廟?)”                                     | 14 noiembrie 2009  | -                 |
| 175 | 8         | „Printre stelele sclipitoare” „Hoshiboshi Kirameki no Aida ni (星々きらめきの間に?)”                    | 21 noiembrie 2009  | -                 |
| 176 | 9         | „Sesshomaru în lumea de dincolo” „Meikai no Sesshōmaru (冥界の殺生丸?)”                                 | 28 noiembrie 2009  | -                 |
| 177 | 10        | „Flori înecate de tristețe” „Kanashimi ni Nureru Hana (悲しみに濡れる花?)”                              | 5 decembrie 2009   | -                 |
| 178 | 11        | „Piatra funerară a lui Kanna” „Kanna no Bohyō (神無の墓標?)”                                            | 12 decembrie 2009  | -                 |
| 179 | 12        | „Sentimentele lui Sango, soluția lui Miroku” „Sango no Omoi, Miroku no Kakugo (珊瑚の想い 弥勒の覚悟?)” | 19 decembrie 2009  | -                 |
| 180 | 13        | „Un Meido complet” „Kanzen na Meidō (完全な冥道?)”                                                      | 26 decembrie 2009  | -                 |
| 181 | 14        | „În căutarea lui Naraku” „Naraku no Tsuigeki (奈落の追撃?)”                                             | 4 ianuarie 2010    | -                 |
| 182 | 15        | „Adevăratul moștenitor” „Seitōnaru Keishōsha (正統なる継承者?)”                                         | 11 ianuarie 2010   | -                 |
| 183 | 16        | „Bariera lui Hitomiko” „Hitomiko no kekkai (瞳子の結界?)”                                               | 18 ianuarie 2010   | -                 |
| 184 | 17        | „Voința rea a lui Magatsuhi” „Magatsuhi no Janen (曲霊の邪念?)”                                         | 25 ianuarie 2010   | -                 |
| 185 | 18        | „Ziua zilelor” „Jinsei no Ichidaiji (人生の一大事?)”                                                    | 1 februarie 2010   | -                 |
| 186 | 19        | „Ciobul lui Kohaku” „Kōhaku no Kakera (琥珀の欠片?)”                                                    | 8 februarie 2010   | -                 |
| 187 | 20        | „Atunci când Giuvaierul e complet” „Shikon no Tama ga Kansei suru Toki (四魂の玉が完成する時?)”         | 15 februarie 2010  | -                 |
| 188 | 21        | „Înăuntrul lui Naraku” „Naraku no Tainai e (奈落の体内へ?)”                                             | 22 februarie 2010  | -                 |
| 189 | 22        | „Naraku: capcana întunericului” „Naraku Yami no Wana (奈落 闇の罠?)”                                    | 1 martie 2010      | -                 |
| 190 | 23        | „Naraku: capcana luminii” „Naraku Hikari no Wana (奈落 光の罠?)”                                        | 8 martie 2010      | -                 |
| 191 | 24        | „Dorința nesigură a lui Naraku” „Naraku Hakanaki Nozomi (奈落 儚き望み?)”                               | 15 martie 2010     | -                 |
| 192 | 25        | „Sentimente de neatins” „Todokanu Omoi (届かぬ想い?)”                                                   | 22 martie 2010     | -                 |
| 193 | 26        | „Spre ziua de mâine” „Ashita e (明日へ?)”                                                               | 29 martie 2010     | -                 |

## OVA
| # | Titlu                                              | Premieră      |
| - | -------------------------------------------------- | ------------- |
| 1 | „Tetusaiga Neagră ” „Kuroi Tessaiga (黒い鉄砕牙?)” | 30 iulie 2008 |